# Eichhornia crassipes
Quizás esté buscando el género Victoria de la familia de las ninfáceas.
El jacinto de agua, lirio acuático, flor de bora, buchón de agua, camalote, aguapey, lechuguín, tarope, tarulla, taruya o  reyna (Eichhornia crassipes)  es una planta acuática de la familia de las Pontederiaceae. Tiene bulbos con aire que le permiten flotar y da flores moradas. Es originaria de las aguas dulces de las regiones cálidas de América del Sur, en las cuencas Amazónica, y del Plata. Se distribuye en ríos, lagos y charcas. Su abundancia cambia drásticamente las condiciones de los humedales. Es usada como planta medicinal, fertilizante de suelos y decorativa. Actualmente ha colonizado casi todos los continentes donde se convierte en una especie invasora. Está incluida en la lista de las 100 especies exóticas invasoras más dañinas del mundo. 

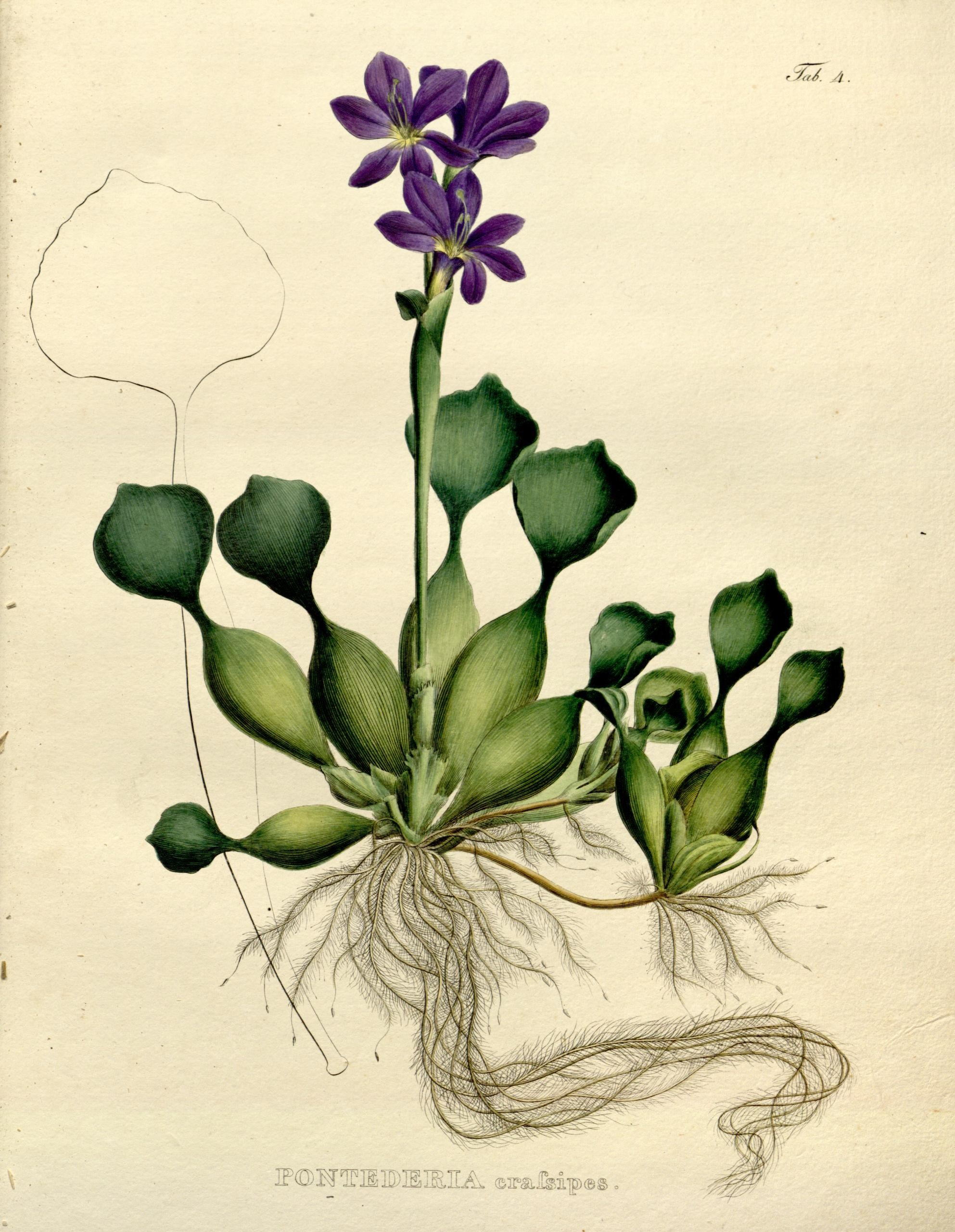
Ilustración.

## Descripción
Tallo vegetativo sumamente corto; hojas en rosetas, ascendentes a extendidas; pecíolos cortos, hinchados (bulbosos), con tejido aerenquimatoso; con dimorfismo foliar al crecer agrupadas: hojas  puramente ascendentes y pecíolos elongados y menos hinchados; láminas de 2 a 16 cm.  Inflorescencia: espiga; flores moradas, y una mancha amarilla en el lóbulo superior del perianto;  fruto: cápsula de 1,5 cm[cita requerida].
Eichhornia crassipes se cultiva en estanques y fuentes; es la única especie de su género estrictamente flotante. Está incluido en la lista 100 de las especies exóticas invasoras más dañinas del mundo de la Unión Internacional para la Conservación de la Naturaleza. 

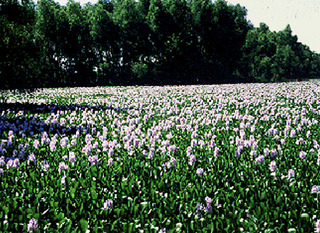
Una laguna cubierta de Eichhornia crassipes.

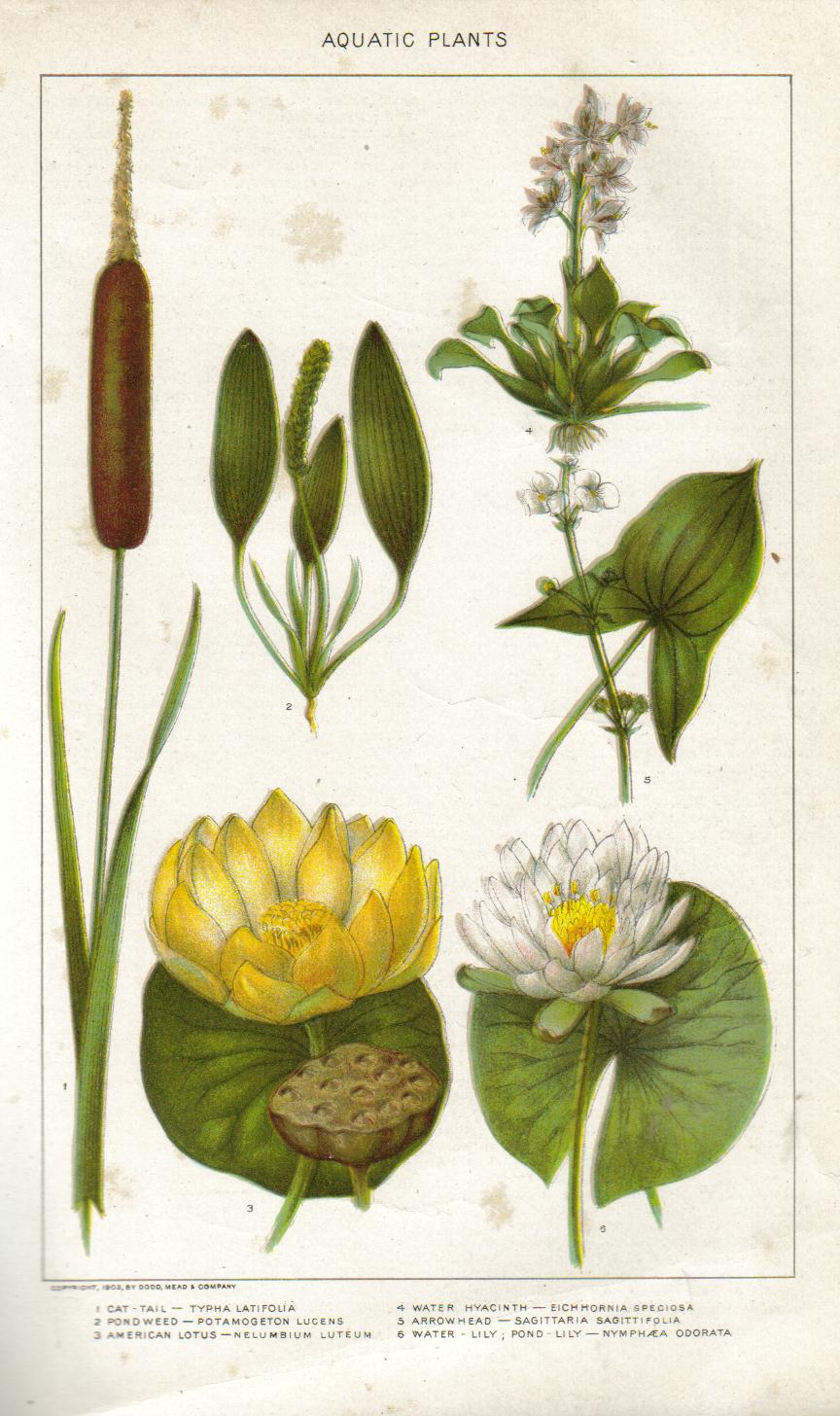
Ilustración.

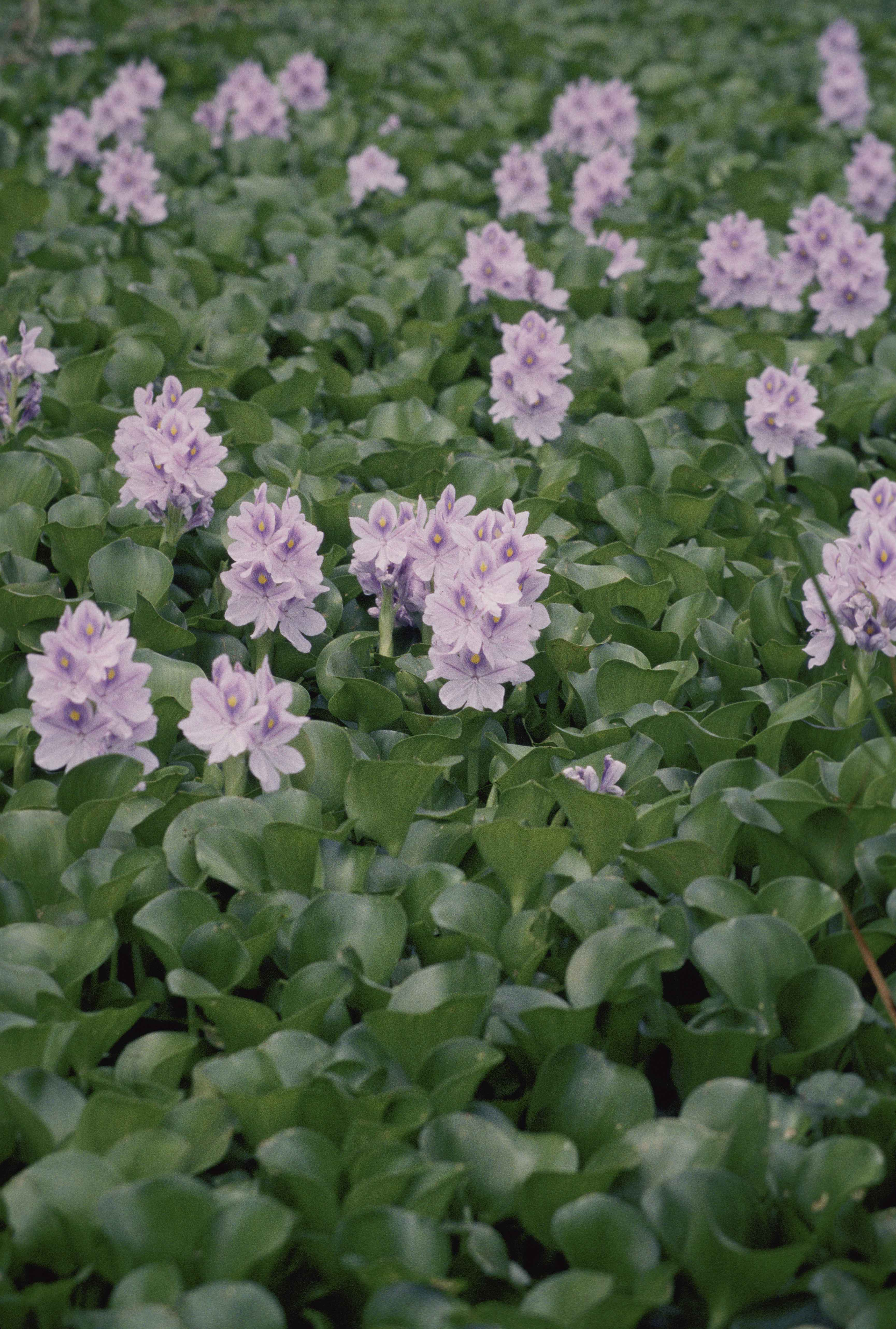
Vista de la planta en flor.

## Hábitat
Habita en cuerpos de agua dulce como los son: ríos, lagos, charcas y embalses de los trópicos y subtrópicos localizados a latitudes no mayores de 40°N y 45°S. Temperaturas menores de 0 °C afectan su crecimiento al igual que alta salinidad. Sin embargo, cuerpos de agua eutroficados que contienen niveles altos de nitrógeno, fósforo, potasio al igual que aguas contaminada con metales pesados como cobre y plomo no limitan su crecimiento ya que puede anclarse y enraizar en suelos saturados de agua por un corto periodo.
Después de las grandes crecidas de los ríos, forma los camalotales o camalotes, especie de islas flotantes con sus raíces entrelazadas. Se mantienen a flote, gracias a los pecíolos de las hojas, que son esponjosos y están engrosados; y poseen un tejido con celdas o espacios amplios llenos de aire que le permite a la planta mantenerse en la superficie. A su paso muchas veces arrastran y transportan animales y plantas variados.

## Origen y distribución geográfica
Área de origen
América del Sur, principalmente en las llanuras de Venezuela y Colombia.
Distribución secundaria
Estados Unidos, México, Centroamérica, Las Antillas y partes más cálidas del hemisferio occidental; los trópicos del Viejo Mundo. En la Flora de Norteamérica se encuentra un mapa de distribución.
El lirio acuático fue introducido a México durante la gestión de Porfirio Díaz, por el ministro de Fomento Carlos Pacheco, allá por la década de 1880, como un insumo del proyecto piscícola de Esteban Chazarí, tenía como propósito ser el objeto en donde desovaran las carpas, sin embargo, en la estación del Lerma se escapó, y algunos años después ya estaba en el lago de Chapala y aún sigue allí.
Distribución en México
Se ha registrado en Baja California Sur, Campeche, Chiapas, Coahuila, Distrito Federal, Durango, Guanajuato, Hidalgo, Jalisco, Estado de México, Michoacán, Morelos, Nayarit, Guerrero, Oaxaca, Querétaro, Quintana Roo, Sinaloa, Sonora, Tabasco, Tamaulipas, Veracruz y Yucatán.

## Usos
Los guaraníes, que la llaman "aguape", la usaban como medicina para la fiebre, el dolor de cabeza y las diarreas. También se ha encontrado que es útil para la diabetes, contusiones e, incluso, como afrodisíaco. También se usa para la fabricación de compost, papel y fibras textiles.
Contiene: 
- Esteroles: Del extracto de acetato de etilo de la planta se han reportado 6α-hidroxistigmata-4,22-dien-3-ona, 4α-metil-5α-ergosta-7,24(28)-dieno-3β,4β-diol, 4α-metil-5α-ergosta-8,14,24(28)-trieno-3β,4β-diol y 4α-metil-5α-ergosta-8-24(28)-trieno-3β,4β-diol.[7] El β-campesterol, metilcolesterol, β-sitosterol y sitosterol se encuentran en tallo y hojas.
- Alcaloides: Representan el 0.98% del extracto crudo de la planta. En el rizoma y el brote, se encontró que predominaban la tomatina y la citisina. La tebaína, la quinina y la codeína existen solo en el brote. También se han reportado 1-fenil-1H-pirrol, y pipradrol en el extracto etanólico..[8]
- Flavonoides y sus glucósidos: Sus extractos acuosos y de petróleo del rizoma presentan de gosipetina, tricina, azaleatina, crisoeriol, luteolina,  apigenina, orientina, quercetina e isovitexina [9].[10] En las hojas y pecíolo se han reportado naringenina, kaempferol, miricetina y rutina.[11]
- Fenalenos: Derivados de la lacnantocarpona[12]

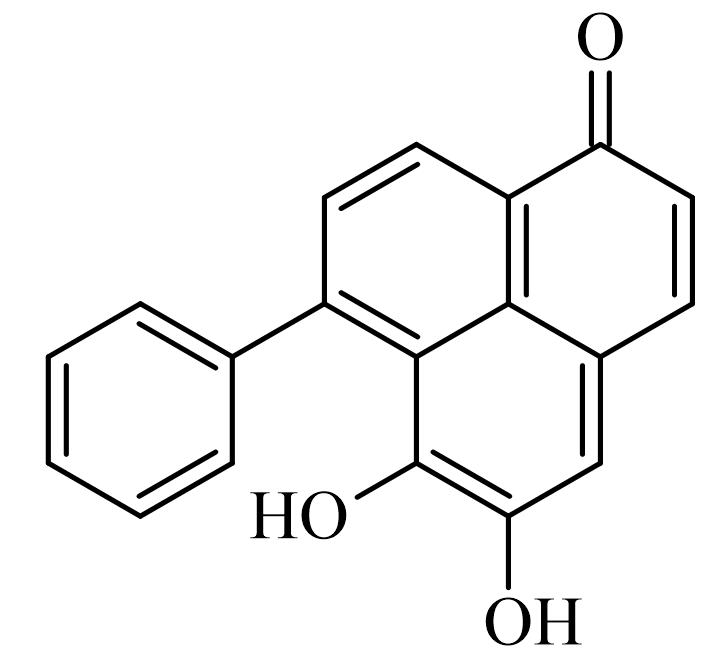
Lacnantocarpona

- Taninos
- Saponinas

## Carácter invasor
Es plaga en diversas regiones del planeta. Por ejemplo, en España, debido a su potencial colonizador y constituir una amenaza grave para las especies autóctonas, los hábitats o los ecosistemas, esta especie ha sido incluida en el Catálogo Español de Especies Exóticas Invasoras, regulado por el Real Decreto 630/2013, de 2 de agosto, estando prohibida en España su introducción en el medio natural, posesión, transporte, tráfico y comercio. Su eliminación en el río Guadiana exige muchos medios.

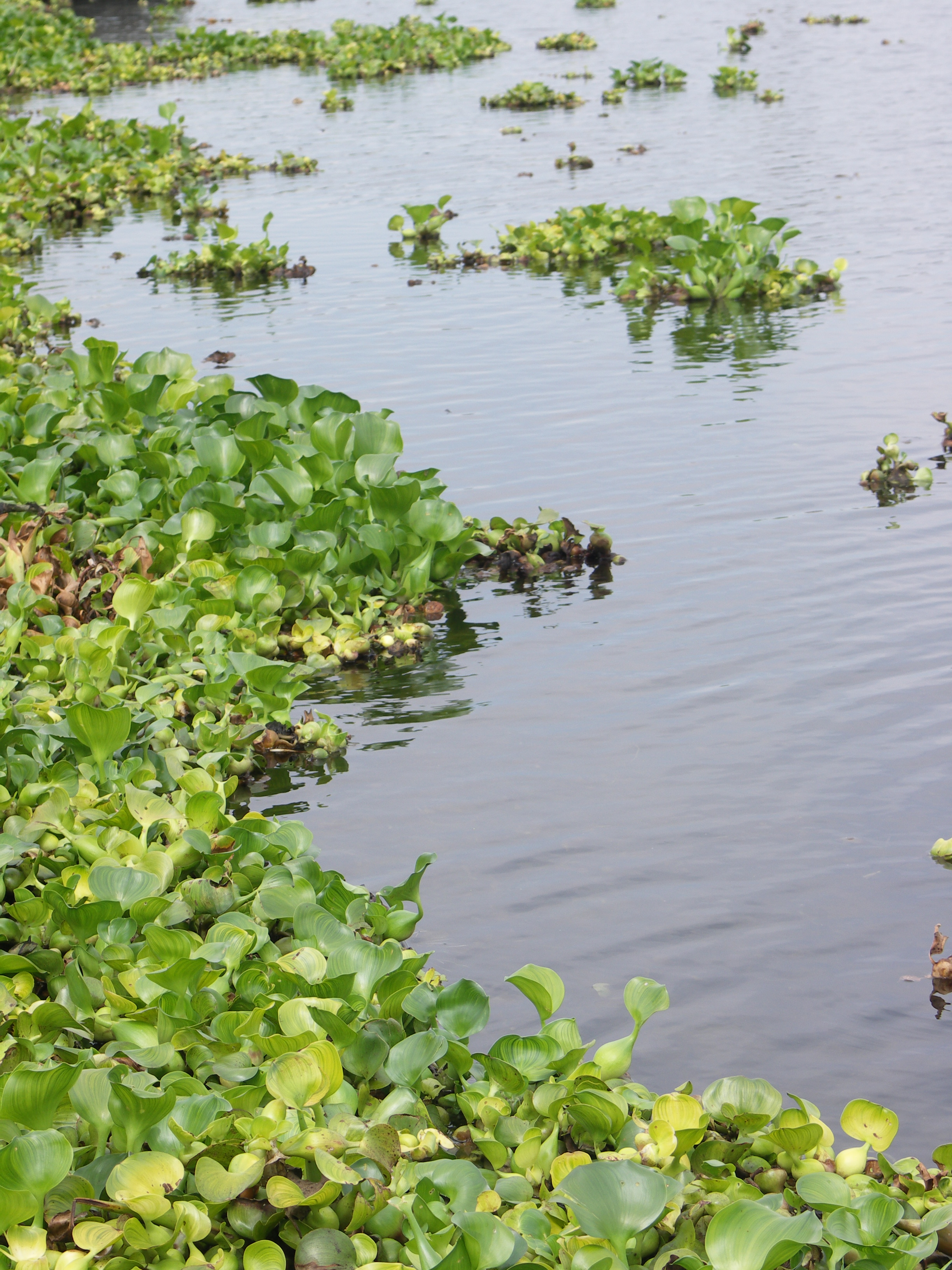
En su hábitat.

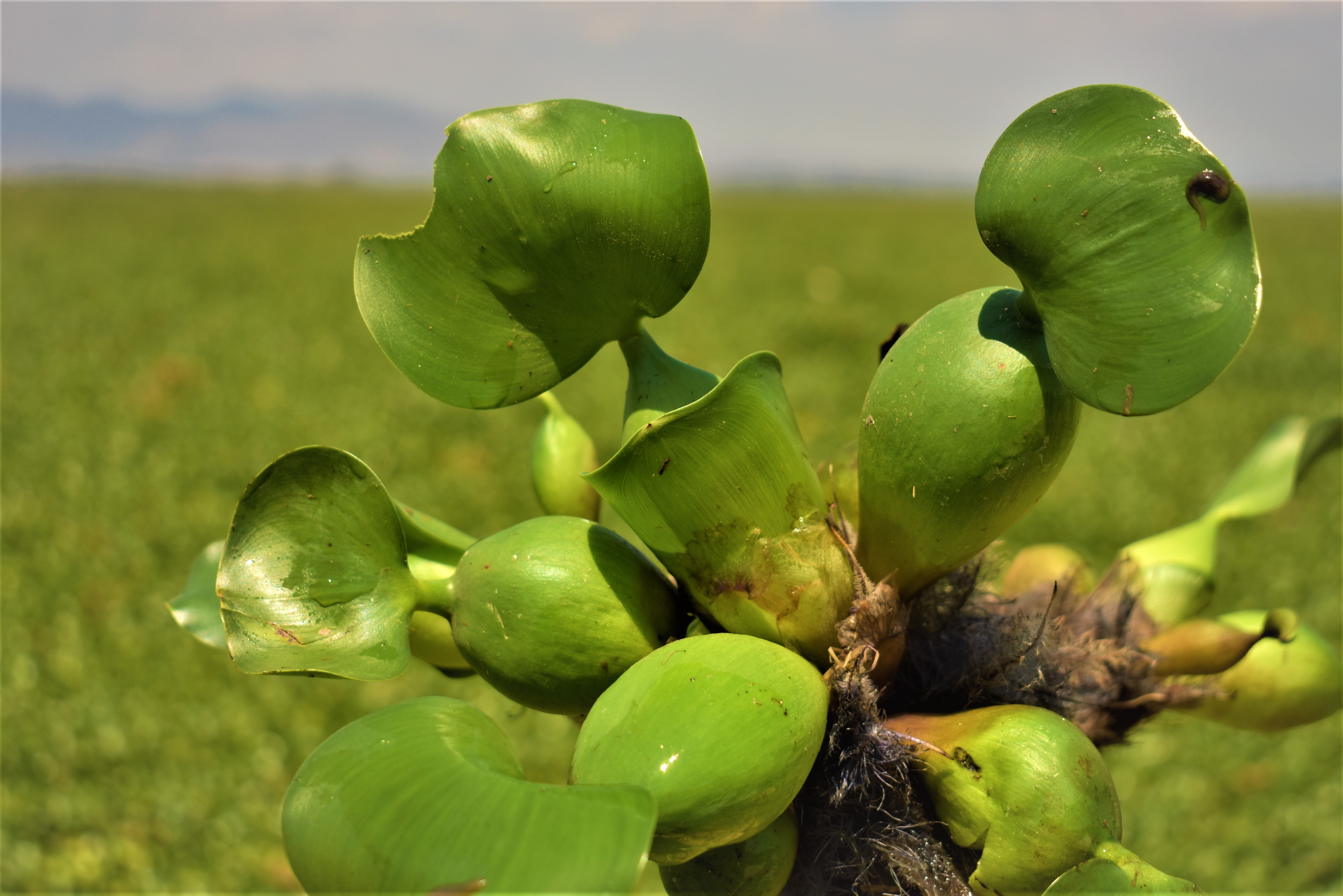
Jacinto Acuático del Lago de Zumpango, Estado de México, México.

Sin embargo, en algunos países, debido a sus características depuradoras y facilidad de proliferación, Eichhornia crassipes ha sido aprovechada para utilizarla como fitorremediador: la planta obtiene del agua todos los nutrientes que requiere para su metabolismo, siendo el nitrógeno y el fósforo, junto a los iones de potasio, calcio, magnesio, hierro, amonio, nitrito, sulfato, cloro, fosfato y carbonato, los más importantes. Posee un sistema de raíces que pueden tener microorganismos asociados a ellas que favorece la acción depuradora de la planta y son capaces de retener en sus tejidos una gran variedad de metales pesados (como cadmio, mercurio y arsénico específicamente). El mecanismo para lograr esto es por medio de formaciones de complejos entre el metal pesado con los aminoácidos presentes dentro de la célula, previa absorción de estos metales a través de las raíces. Eichhornia crassipes tiene especialmente en las raíces gran cantidad de celulosa y es en este polisacárido donde quedan retenidos los metales pesados, en diferentes investigaciones se ha utilizado para tratar las aguas contaminadas con cromo del sector de curtiembres, utilizando la biomasa seca y triturada para el diseño y desarrollo de biofiltros biológicos. Con estos sistemas de tratamiento se podría tratar las aguas de una manera más económica y fácil de implementar.

## Taxonomía
Eichhornia crassipes fue descrita por (Mart.) Solms y publicado en Monographiae Phanerogamarum 4: 527. 1883.
Etimología
Eichhornia: nombre genérico que fue otorgado en honor de Johann Albrecht Friedrich Eichhorn (1779-1856), ministro prusiano de Educación y Bienestar Social, asesor judicial y político.
crassipes: epíteto latino que significa "con pie grueso".
Sinónimos
- Eichhornia cordifolia Gand.
- Eichhornia crassicaulis Schltdl.
- Eichhornia crassicaulis Schlecht.
- Eichhornia speciosa Kunth
- Heteranthera formosa Miq.
- Piaropus crassipes (Mart.) Raf.
- Piaropus mesomelas Raf.
- Pontederia crassicaulis Schltdl.
- Pontederia crassicaulis Schlecht.
- Pontederia crassipes Mart.

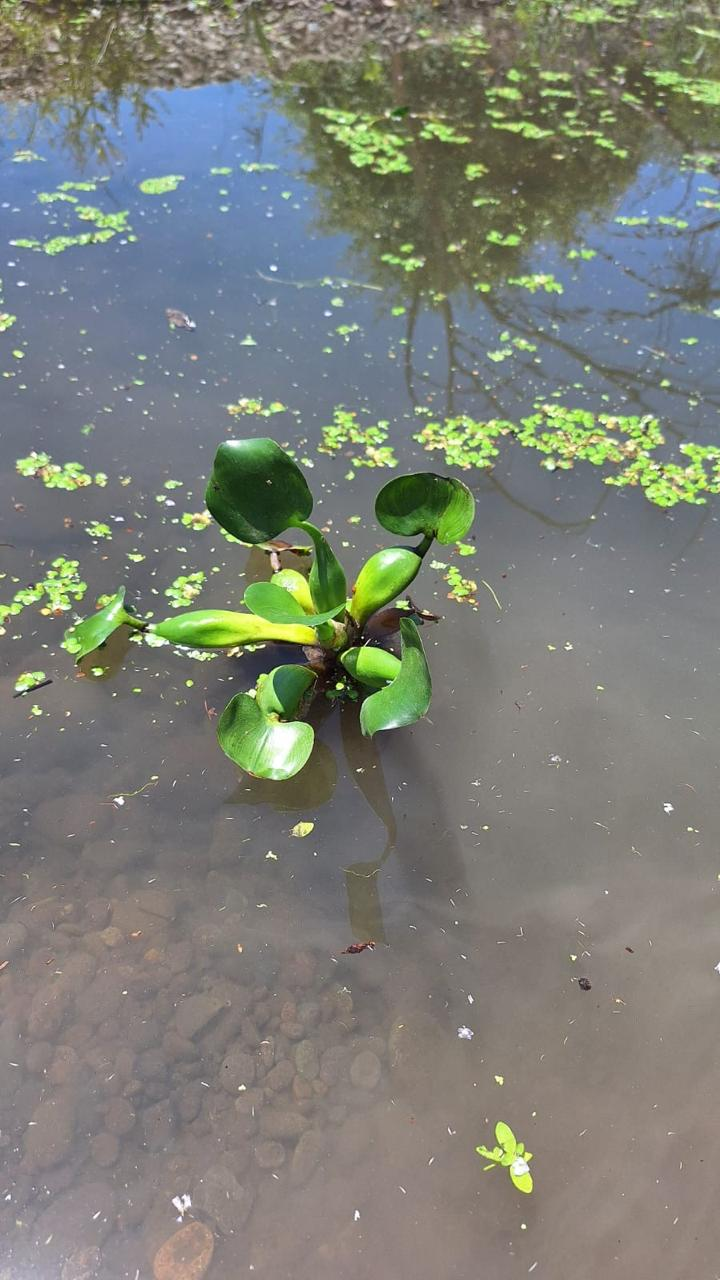
Flora (Eichhornia crassipes) parte de un corredor hidrófito biológico en Río Aconcagua, Quillota.

- Pontederia crassipes Roem. & Schult. basónimo
- Pontederia elongata Balf.[21]